# Rattus salocco
Rattus salocco es una especie de roedor de la familia Muridae.

## Distribución geográfica
Es endémica de las selvas del sudeste de Célebes (Indonesia). 